# MRT 1
MRT 1 (mac. MPT 1) – pierwszy kanał północnomacedońskiej telewizji publicznej (Macedońskie Radio i Telewizja).